# 하페즈 알아사드
하페즈 알아사드(아랍어: حافظ الأسد Ḥāfiẓ al-Asad, 문화어: 하페즈 알아싸드, 1930년 10월 6일 ~ 2000년 6월 10일)는 시리아의 정치인으로, 아랍어로 ‘사자’란 뜻의 알아사드 가문 출신이다. 1966년 ~ 1972년 시리아의 국방장관, 1970년 ~ 1971년 시리아의 총리, 1971년 ~ 2000년 시리아의 대통령을 지낸 바 있다.

## 생애
1930년 북부 해안도시 카르다하의 농부의 아들로 태어났다. 1955년 공군사관학교를 졸업한 뒤 바트당에 가입, 바트당이 집권한 1963년 쿠데타에서 요직을 맡았으며 1965년 공군사령관, 국방장관에 임명, 1970년 무혈쿠데타로 집권했다.
그는 아랍 민족주의를 내걸고 수십 년간 이스라엘-아랍간의 적대 구도를 이끌어온 중심 인물로 이집트-이스라엘 평화협정과 1993년 이스라엘-팔레스타인의 오슬로 평화협정 체결 등의 배후에서도 항상 아랍의 단결을 외치며 이스라엘에 강경 입장을 고수해왔다. 또한 뛰어난 정치적 감각과 책략으로 ‘아랍의 비스마르크’라 불렸다. 국제 관계에서는 구 소비에트 연방과 친밀한 관계를 유지해 원조를 얻고 걸프전 때는 연합군의 편을 드는 등 철저한 실리파였다. 이러한 이유로 아랍권의 대부로 존경을 받기도 했으나, 30년간 독재정치를 하며 반대파를 탄압하여 비난의 대상이 되기도 했다.
2000년 심장마비로 사망했고, 미리 후계자로 지목했던 차남 바샤르 알아사드가 후임 대통령이 되었다. 시신은 국장을 거쳐 카르다하의 영묘에 안장되었으나, 2024년 바트당 정권이 반군의 공세로 바샤라 알아사드의 실각과 함께 붕괴한 후 영묘는 약탈당했고 하페즈 일가의 관은 불태워졌다.

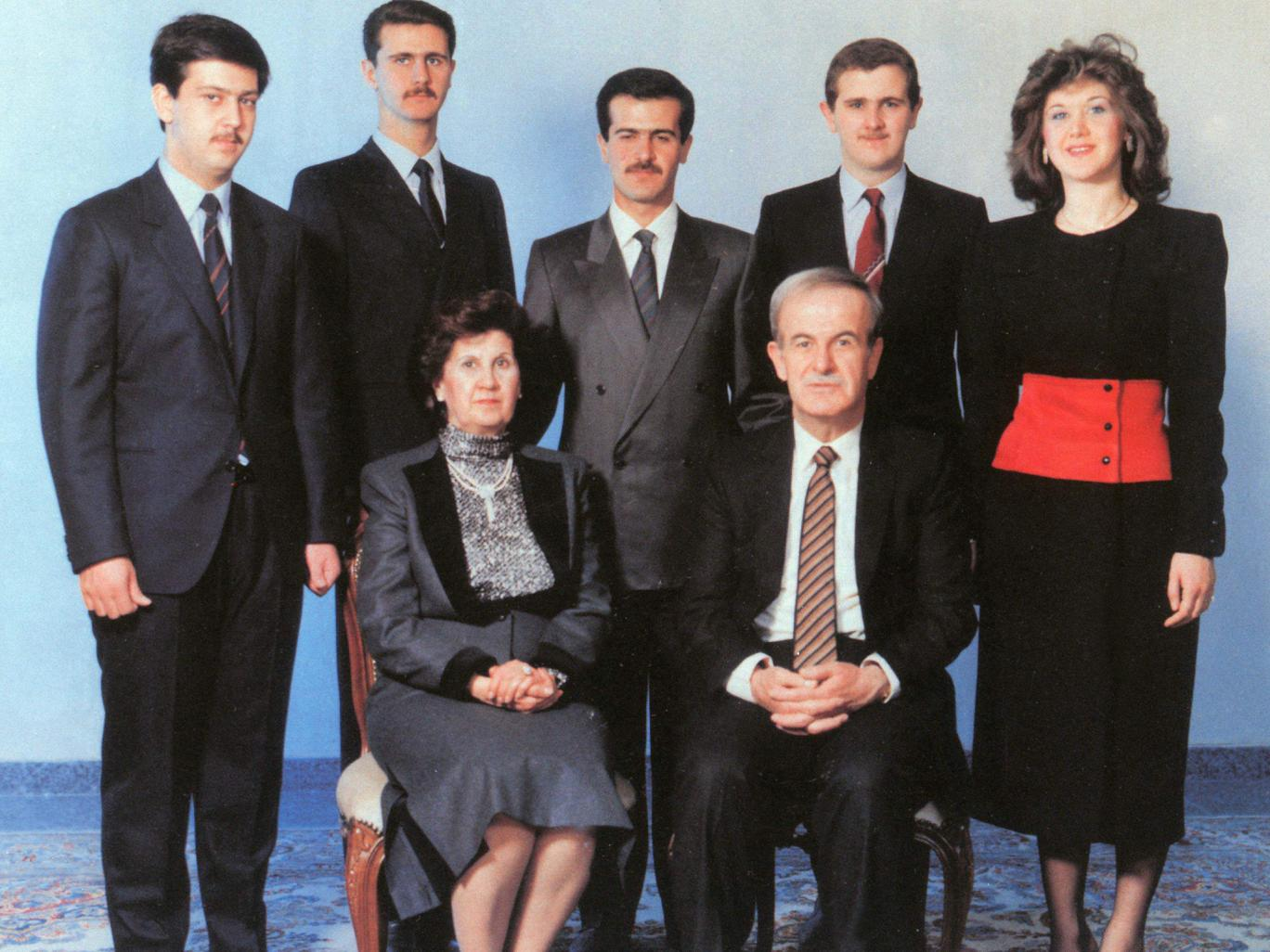
윗줄은 왼쪽부터 그의 자식 마헤르 알아사드, 바샤르 알아사드, 바셀 알아사드, 마지드 알아사드, 부쉬라 알아사드와 그의 아내 아니사 마클루프, 하페즈 알아사드

## 역대 선거 결과
| 선거명      | 직책명          | 대수 | 정당   | 득표율  | 득표수      | 결과 | 당락 |
| ----------- | --------------- | ---- | ------ | ------- | ----------- | ---- | ---- |
| 1971년 선거 | 시리아의 대통령 | 2대  | 바트당 | 99.20%  | 1,919,609표 | 1위  |      |
| 1978년 선거 | 시리아의 대통령 | 2대  | 바트당 | 99.88%  | 3,975,729표 | 1위  |      |
| 1985년 선거 | 시리아의 대통령 | 2대  | 바트당 | 99.99%  | 6,200,428표 | 1위  |      |
| 1991년 선거 | 시리아의 대통령 | 2대  | 바트당 | 99.99%  | 6,726,843표 | 1위  |      |
| 1999년 선거 | 시리아의 대통령 | 2대  | 바트당 | 100.00% | 8,960,011표 | 1위  |      |